# Контратака Тракслера
Контратака Тракслера — дебют, начинающийся ходами: 
 1. e2-e4 e7-e5 
 2. Kg1-f3 Kb8-c6 
 3. Cf1-c4 Kg8-f6 
 4. Кf3-g5 Сf8-c5.
Относится к открытым началам.
Вариант защиты двух коней. Назван по имени чешского шахматиста и шахматного композитора Карела Тракслера (1866—1936).
Не обращая внимания на угрозу пункту f7, чёрные сами готовят атаку на белого короля.

## Варианты
- 5. Кg5:f7[1]
  - 5. … Сc5:f2+
  - 6. Крe1:f2 Кf6:e4+ 7. Крe3! (7. Крg1 Фh4 8. g3 Кxg3, черные дают вечный шах как при 9. Кxh8 Кd4 10. hxg3 Фxg3+ 11. Крf1 Фf4+ 12. Крg2 Фg5+ 13. Крf2 Фf4+, так и при 9. hxg3 Фxg3+10. Крf1 Лf8 11. Кc3 Фf4+12. Крe1 d5 13. Сxd5 Фg3+14. Крf1 Сh3+15. Лxh3 Фxh3+16. Крg1Фg3+17. Крh1 Лd8 18. Фg1 Фh3+19. Фh2 Фf1+) Фh4! 8. g3 Кxg3 9. hxg3 Фd4+10. Крf3 O-O 11. Лh4 e4+12. Крg2 Фxc4 13. Кg5 с предпочтительной позицией у белых.
  - 6. Крe1-f1 Фd8-e7 7. Кf7:h8 d7-d5 8. exd5 Кd4 9. d6! Фxd6 (9…cd? 10.Крxf2 d5 11. c3 Кg4+ 12. Крe1 Фf6 13. Сb5+Кxb5 14. Фe2 Кd6 15. Лf1 Фh4+ 16. g3 ±). Попытки белых играть на выигрыш связаны с двумя основными продолжениями:
  - 1. 10. с3 Сg4! 11. Фa4+ b5! 12. Сxb5+ (12. Кf7? Фd7! 13. Кxe5 Фf5! 14. Сxb5+ Крd8 15. Сd3 Фxe5 16. Крxf2 Фf4+ с вечным шахом) 12. … Кxb5 13. Крxf2! (13. Фxb5+ c6 14. Фc4 Сe6 15. Фe2 Сb6 16. Кa3 Сg4 17. Фc4 Сe6 с повторением ходов) 13… Сd7! (Я. Эстрин в своей книге «Защита двух коней» рассматривал только 13… Фb6+ 14. Крe1 ± и 13… Фc5+ 14. d4 Кe4+ 15. Крe3? еd+16.cd Фf5! -+, но выигрывает 15. Кре1! exd4 16. Кa3 Сd7 17. Кxb5 Сxb5 18. Фxd4) 14. Фd1! (14. Фc4? Фb6+ 15. d4 0-0-0! =) 14… Фb6+ 15. Крe1! со сложной игрой.
  - 2. 10. Кf7 Фе7! (10… Фc5!? 11. d3! Сh4! 12. Кс3 b5! 13. b4! Фe714. Сb3 Кxb3 15. axb3 Фxf7 16. Фf3! Сb7! 17. Фf5 Крf8 18. Сe3 Сc8 19. Фf3 Сb7 20. Кe4 Кxe4 21. dxe4 Сxe4 22. Фxf7+ Крxf7 23. Крe2 a6 24. Лhf1+ Крe6 с небольшим перевесом у белых) 11.с3 Сg4! 12. Фa4+ Кd7! 13. Крxf2! Фh4+ 14. Крf1 Сh5 15. cxd4 Фf4+ 16. Крe1 Фe4+ 17. Крf2 Фf4+ с вечным шахом

- 5. Сc4:f7+
  - 5. … Крe8-f8 6. Сb3 Фe8 7. d3
  - 5. … Крe8-e7 6. Сb3 d6 7.d3. У белых в обоих вариантах здоровая лишняя пешка при более обеспеченном положении их короля, но ее реализация обещает быть долгой… Куда интереснее после 5… Кре7 6. Сb3 d6 сыграть 7. Кc3, чтобы на 7… Лf8 ответить 8.Кxh7!? После сильнейшего 8…Сxf2+ (после 8…Кxh7? 9. Кd5+ Крe8 10. Фh5+ Крd7 11. Фg4+ Крe8 12. Фg6+ Лf7 белые должны выиграть как путем 13. Кb6 Сxf2+ 14. Крf1! Кg5 15. Сxf7+ Кxf7 16. Кxa8, так и в случае 13. Кe3 Кg5 14. h4 Кe6 15. Сxe6 Сxe6 16. Фxe6+) 9. Крxf2 у черных есть два пути:
  - А) 9… Кxh7+ 10. Крe1 Фe8 11. Кd5+ Крd8 12. Лf1 Кd4 13. Лxf8 Фxf8,
  - Б) 9… Сg4 10. Фe1 Кxh7+ 11. Крg1 11. Крg1 Сe6 12. d3 Кf6, в обоих случаях у черных нет компенсации за пешку.

5. d2-d4 d5! 6. Сxd5! Кxd4! 7. Сxf7+! Крe7 8. Сc4! b5! 9. Сd3 Лf8 10. c3!
А. 10… Кg4 11. Лf1 Кxf2 12. Лxf2 Лxf2 13. Крxf2 Кb3+ 14. Сe3 Сxe3+ 15. Крxe3 Кxa1 в этой своеобразной «табии» у белых два основных пути, и какой предпочтительнее, неясно:
- 1. 16. Кd2! Фd6 17. Кgf3 Сe6 18. Фxa1 и у белых два коня за ладью и существенный перевес.
- 2. 16. Кf3! g5! 17. Кbd2 g4 18. Кh4 Фd6 19. Крe2! (проигрывает 19. Фxa1? Фh6+ 20.Крe2 Фxh4) 19…g3! 20. hg Сg4+ 21. Кdf3! Лd8! 22. Фd2! Крf8! 23. Кf5 Фg6 24. Фe3! Сxf5! 25. ef Фxg3 26. Фg5! Фxg5 27. Кxg5 (удивительно, но белые без качества в эндшпиле стоят на победу! Здесь черным лучше отдать пешку) 27… e4! 28. Сxe4 Лd7! 29. g4! h6! 30. Кe6+ Кре7 (30… Крf7 31. Сc6 Лe7 32. Сxb5) 31. b4! a6 32. Кc5 Лd6 33. Сb1 Крf7 34. Сd3 и черные в цугцванге: на 34… c6, 34… Лd8 или 34… Лd5 следует 35. Кxa6, а на 34… Крe7 — 35. Крe3 с возможным 35… Крf7 36. Крd2 Лd8 37. Крc1 Крf6 38. Сe4 Крe5 39. Сf3 Лd6 40. f6! с победой. Программа «Стокфиш» наиболее упорным при глубине расчета 40 ходов считает 35… c6 36. Кxa6 Лd8 37. Кc5 Лa8 38. Сb1, но шансы белых и здесь очень высоки.
- Б. 10… Кe6 11. O-O! Фd6 12. Фe2 h6 13. Кxe6 Сxe6 14. Кd2. У белых здоровая лишняя пешка при более обеспеченном положении их короля.